# Шюкрание (вилает Биледжик)
Шюкрание (на турски: Şükraniye) е село в околия Биледжик, вилает Биледжик, Турция. На 25 километра южно от град Биледжик. То е на около 825 метра надморска височина. Населението му през 2000 г. е 182 души. Населено е предимно с българи–мюсюлмани (помаци). То е основано от преселници от село Осеново, Пещерско, които го напускат през 1911 г.